# Tara Schmitz
Tara Schmitz (* 16. März 1998 in Düsseldorf) ist eine deutsche Eishockeyspielerin, die seit 2014 bei den Mad Dogs Mannheim unter Vertrag steht. Ihre Schwester Lucia Schmitz spielt ebenfalls Eishockey.

## Karriere
Tara Schmitz begann als Zehnjährige mit dem Eishockey beim EHC Wolfsburg. Bereits ihr Vater Sven Schmitz war professioneller Eishockeyspieler und ist heute Co-Trainer des Mad Dogs Mannheim. 
In der Saison 2012/13 spielte Schmitz erstmals für eine reine Frauenmannschaft, die zum SC Langenhagen gehörte, in der damaligen 1. Damenliga Nord. In der Saison 2013/14 gab sie ihr Bundesliga-Debüt für die ESG Esslingen und wechselte zur Saison 2014/15 zu den Kurpfalz Ladies des EKU Mannheim Käfertal, die sich etwa 2017 in Mad Dogs Mannheim umbenannten. Ab 2022 gehörte sie zum erweiterten Kader der Frauen-Nationalmannschaft und bestritt mit dieser die Weltmeisterschaften 2024 und 2025 sowie das Qualifikationsturnier für die Olympischen Winterspiele 2026.
Schmitz studiert an der Pädagogischen Hochschule Heidelberg Sport und Biologie auf Lehramt.